# ريشارد جادزي
ريشارد جادزي (بالإنجليزية: Richard Gadze)‏ (23 أغسطس 1993 بأكرا في غانا - ) هو لاعب كرة قدم غاني في مركز الهجوم. لعب مع نادي دلهي ديناموس ونادي هلسنكي وCape Coast Ebusua Dwarfs ‏.

## روابط خارجية
- ريشارد جادزي على موقع قاعدة بيانات كرة القدم.إي يو (الإنجليزية)
- ريشارد جادزي على موقع ناشيونال فوتبول تيمز (الإنجليزية)
- ريشارد جادزي على موقع Soccerway.com (الإنجليزية)